# Kökspigan
Kökspigan är en nederländsk målning av Rembrandt Harmenszoon van Rijn från 1651.
Det har antagits att Rembrandt haft en person i sitt hushåll som modell till Kökspigan, men modellen anses numera inte längre vara hans sambo Hendrickje Stoffels.

## Proveniens
Målningen kom i ägo i Sverige i slutet av 1600-talet och benämndes då ”Studie av pojke stödjande huvudet i handen”. Den ägdes under 1700-talet av Eva Bielke (1706–1778), som var dotter till Carl Gustaf Bielke. Kung Gustav III köpte Kökspigan tillsammans med flera andra konstverk 1779 på auktion på Stockholms auktionsverk efter henne.  I Nationalmuseets samlingar benämndes den 1861 ”Porträtt af ung qvinna i röd tröja, kallad Rembrandts kökspiga".

## Andra målningar med kökspigemotiv av Rembrandt och hans skola

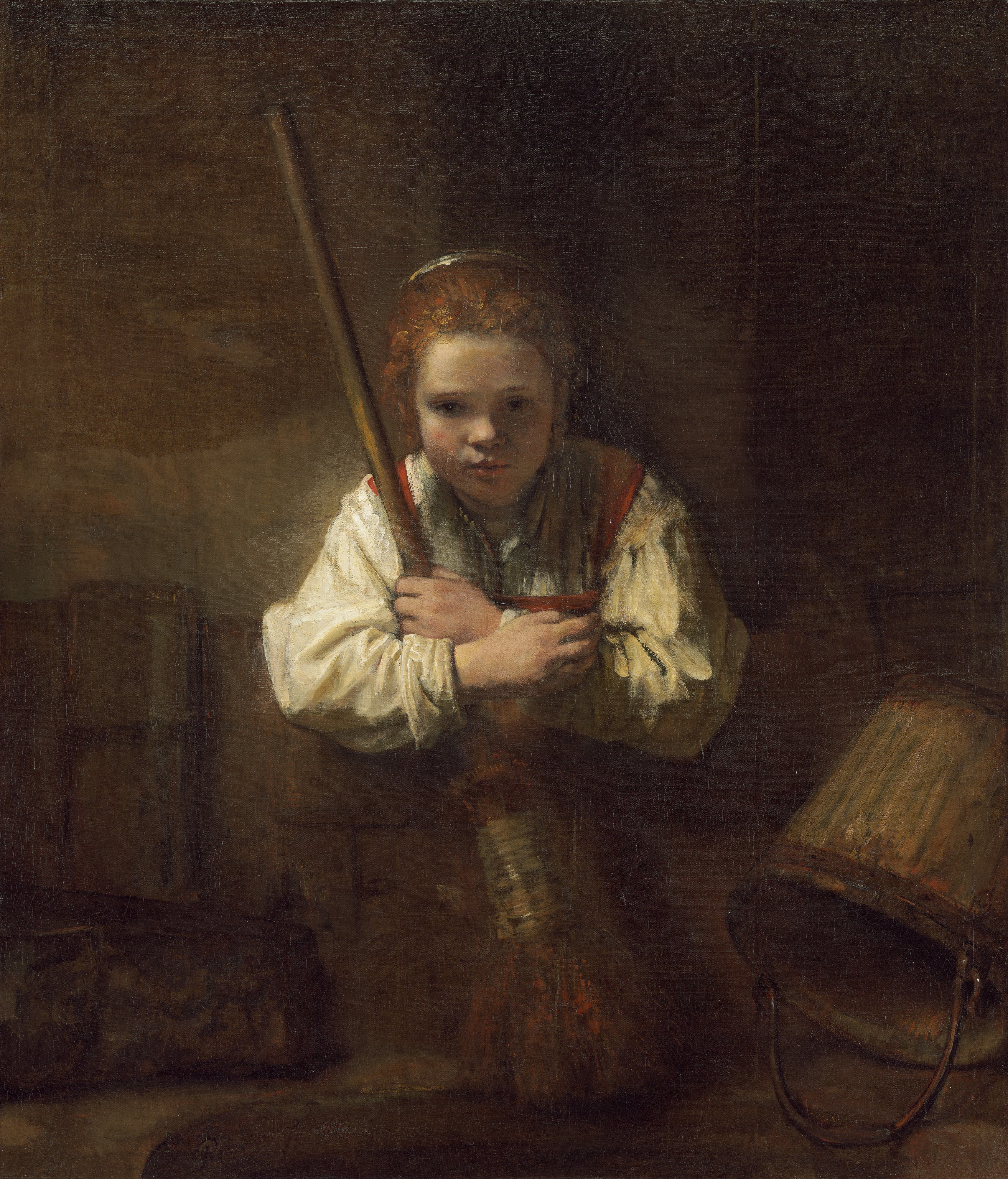
Rembrandt eller Carel Fabritius, omkring 1650, National Gallery of Art, Washington D.C.
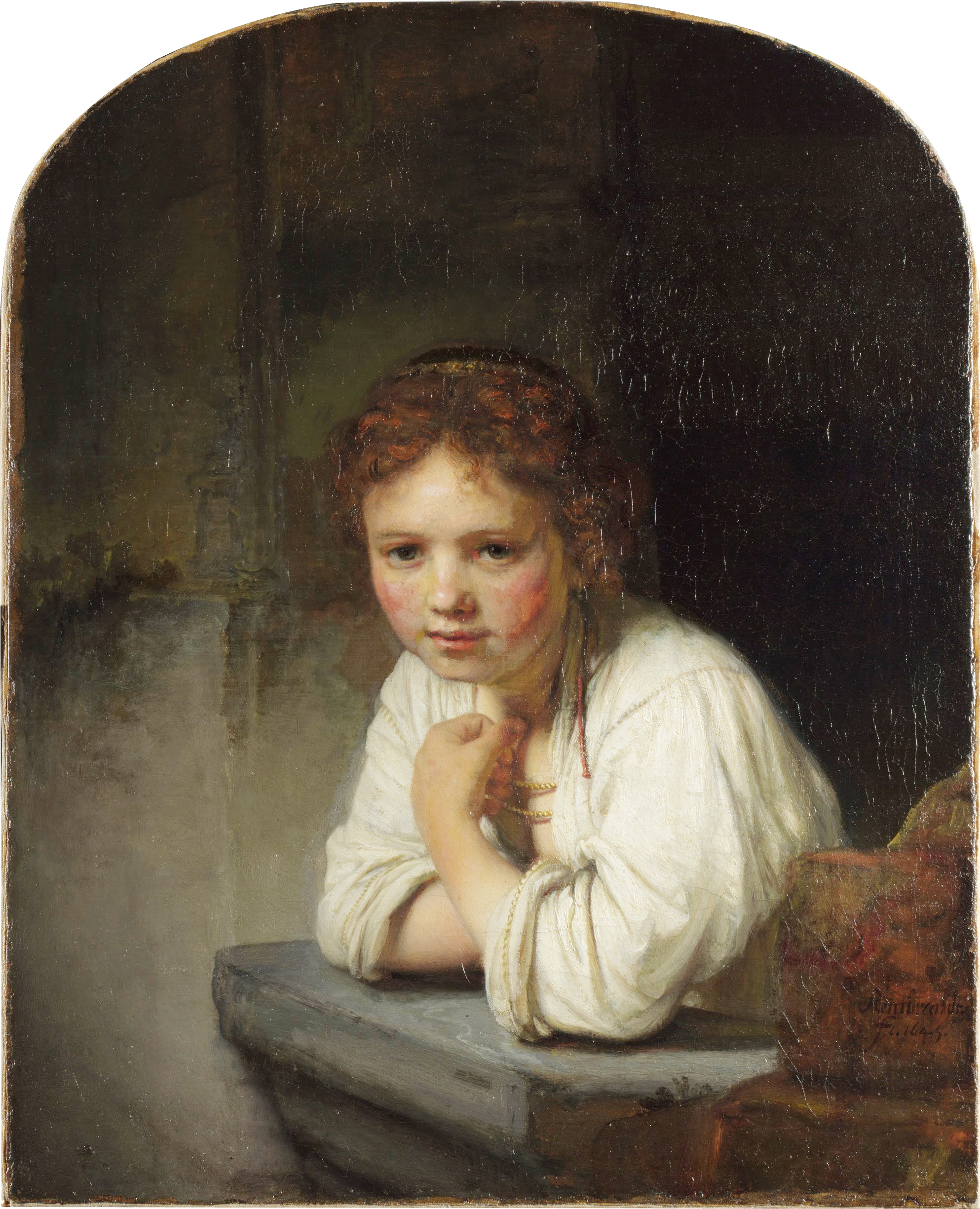
Rembrandt 1645, Dulwich Picture Gallery, London
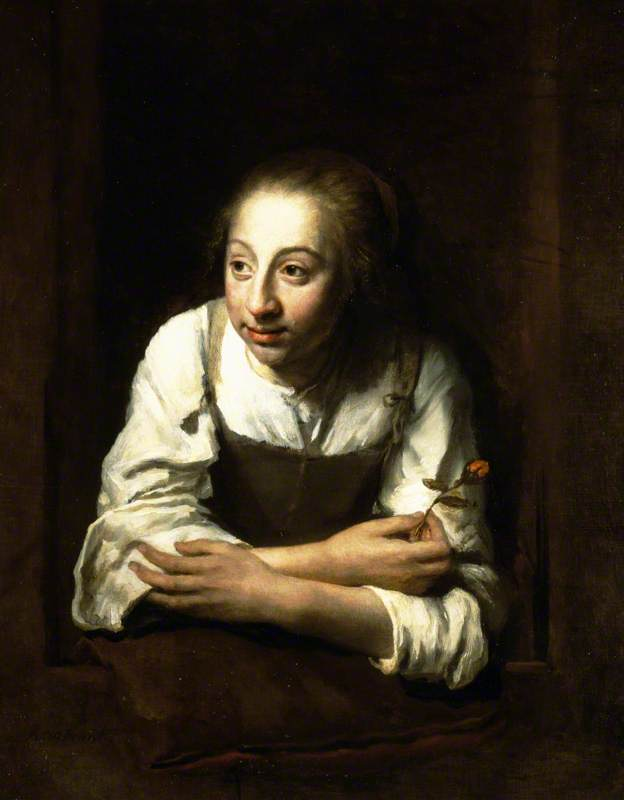
Philip de Koninck, omkring 1664, Petworth House, Storbritannien